# 惡狼難馴！？
《惡狼難馴！？》（日语：オオカミは懐かない!?），原案高崎とおる，黑川實著作，武藤此史插畫的日本輕小說作品，總共有五卷及一卷短篇，日文版第一卷由Fami通文庫於2008年6月30日出版發行。台灣繁體中文版由東立出版社於2008年4月17日代理發行。

## 故事簡介
黑狼山神勇太突然受到諏訪部一族的召回，從「外界」回來負責保護諏訪部一族的公主諏訪部日奈。然而日奈不肯乖乖接受保護，經常擅自行動，並引來一堆麻煩事。雖然日奈是一名美少女，但固執逞強的她只會說「勇太，給我趴下！」
以不可思議力量之地「宵見里」為舞台，以任性的公主及悶騷少年為中心展開的愛情喜劇。

## 登場人物

### 主要角色
山神勇太
本作主角，山神家的長男，諏訪部日奈的青梅竹馬。被任命為諏訪部家的「守護者」，負責保護日奈。六年前開始直至被召回之前，一直因事故而離開家鄉。擁有驚人的嗅覺，擅長屏住呼吸隱藏自己的氣息，但不擅言詞。能變身成為黑狼，但是力量強大得自己也無法控制，加上曾經發生事故而抗拒變身。最初因為日奈與以前判若兩人，重重誤會之下，以為自己被討厭而感到寂寞，因而抗拒擔當「守護者」。在戲劇部事件中信任日奈的指令，成功解決事件，但亦因此受了需留院十天的重傷。
黑狼
比檸檬變成的銀狼身型大上數倍，擁有一對鮮紅的眼睛及濃密的黑色獸毛，巨大的利爪能輕易削斷鋼鐵。
諏訪部日奈
本作女主角，諏訪部家的下任當主，山神勇太的青梅竹馬，同時是宵見里的「守護者」兼「守門人」。個子嬌小、膚色白皙，擁有一張瓜子臉，端整容貌的好強少女。自孩童時代開始拉着勇太四處奔跑，被勇太評定為魯莽行事的暴衝型人物。討厭被古舊的家族風俗束縛，對久睽六年的勇太十分冷淡，實際上卻只是在鬧彆扭，以為勇太討厭擔任自己的「守護者」而感到傷心。
在小說第一卷中，為了能憑自我意志選擇自己的路，對抗現任當主及本家的決定，堅持幫忙戲劇部。在一連串的怪異事件中，發現了草野老師與野川學姐及已逝的竹內學姐三人糾纏不清的關係，與勇太一起將被思念吞噬的草野老師、受罪惡感折磨的野川學姐及成為幽靈的竹內學姐從痛苦中解脫。更在過程中化解了與勇太的誤會，在諏訪部家的會議上指定勇太成為自己的「守護者」。
諏訪部和臣
諏訪部本家長子，日奈的哥哥，宵森學園學生會會長。與勇太是舊識，文武雙全受全校師生歡迎，但有嚴重的戀妹癖。雖然不能成為諏訪部家的當主，但仍有一定的能力，曾在第一卷小說中輕易馴服發狂的野狗。
饗庭檸檬
日奈的好友，在日奈「輪值」時擔任守護者。身材嬌小，有着柔順飄逸的長髮、碧綠眼眸與天真無邪的笑容。能變身成為銀色的野狼。
狐狩田源之丞
容貌端整，臉色蒼白的美少年。和臣的同級同學，但年紀遠比和臣大，常協會和臣處理事務。本體是狐，能使用特殊的能力，實力遠在勇太之上。

### 其他角色
草野榮治
在小說第一卷登場，宵森學園戲劇部的顧問老師。在宵森學園服務將近二十年，擁有與軟弱外表相當不搭的沉着膽識。曾在十二年前擔任竹內及野川的導師，並邀請現時已經成名的野川回校演出。與竹內本為情侶，但被野川從中作梗，親手殺害了竹內。自此以後一直因為害怕被揭發事件，進行大量動作，包括要求拆卸舊校舍、邀請野川回校演出等，被「思念」所吞噬，最終被黑狼撲殺。
竹內響子
在小說第一卷登場，宵森學園十二年前戲劇部的成員，有着一頭亮麗黑長髮。受野川邀請加入戲劇部，擔任公演戲劇的女主角，並親手縫製女主角的洋裝，十二年前首次公演後失蹤。與草野本為情侶，得知草野與野川的關係而主動提出分手，但被草野殺害。成為了幽靈後拚命保護野川。
野川美悠
在小說第一卷登場，宵森學園戲劇部為久睽十二年的公演特地邀請的女演員。曾在宵森學園就讀，邀請竹內加入戲劇部。在竹內失蹤後，以遞補的身分參加練習，被倒塌的佈景壓中導致腳骨骨折。高中畢業後，在海外留學十年，成為正式的女演員，受草野邀請回校擔任女主角演出。在十二年前曾協助草野將竹內的遺體掩埋於舊校舍當中，一直抱持罪惡感，希望草野能親手殺死她。在事件中獲得竹內的原諒及保護，最終向警方自首。

## 名詞解釋
諏訪部家
自古以來守護宵見里的一族，同時受山神家保護。重女輕男的一族，只有諏訪部家的直系女孩才能擔任當主。諏訪部家包括當主，需要負責「輪值」，即輪流負責巡視夜晚的宵森學園校舍，即時解決異常事態。能透過眼神與話語命令山神一族。
宵見里
存在着連接『幽世』與『現世』的入口，由諏訪部家當主負責守護。名字的由來據說是暗喻「黃泉」一詞。傳說只要在宵見里抱持強烈的思念祈禱，黃泉之神就會替許願者實現心願。
宵森學園
在大正五年（西元一九二八年）諏訪部當主在據傳『最靠近黃泉』的位置上建立的學園，實施國小、國中、高中及大學一貫教育及全體住宿制，現時高中部共有六百四十二名學生。學生宿舍與學園同時建成，外觀老舊但內部的設備卻一應俱全。校園內常發生不可思議的事件及有妖怪出沒。在夜晚十點至隔天凌晨六點，『幽世』與『現世』就會連接，因此學校強制學生與老師在晚上十時前離開校舍。

## 出版書籍

### 輕小說
- 日文版由Fami通文庫出版發行，中文版由東立出版社代理，並將短篇冊定為第0集[4]。。

| 出版順序 | 日版書名 | 台版書名                        | 出版日期（日） | 出版日期（中） | ISBN（日）             | ISBN（中）             |
| -------- | -------- | ------------------------------- | -------------- | -------------- | ---------------------- | ---------------------- |
| 第1集    |          | 惡狼難馴!?                      | 2007年6月30日  | 2008年4月17日  | ISBN 978-4-7577-3592-7 | ISBN 978-986-10-1707-5 |
| 第2集    |          | 惡狼難馴!?2                     | 2007年11月29日 | 2008年11月13日 | ISBN 978-4-7577-3858-4 | ISBN 978-986-10-2520-9 |
| 第3集    |          | 惡狼難馴!?3                     | 2008年6月30日  | 2009年5月27日  | ISBN 978-4-7577-4235-2 | ISBN 978-986-10-3565-9 |
| 第4集    |          | 惡狼難馴!?4                     | 2008年11月29日 | 2009年11月19日 | ISBN 978-4-7577-4481-3 | ISBN 978-986-10-4516-0 |
| 短篇集   |          | 惡狼難馴!? 宵見裏森羅萬象短篇集 | 2009年2月28日  | 2010年2月11日  | ISBN 978-4-7577-4706-7 | ISBN 978-986-10-5112-3 |
| 第5集    |          | 惡狼難馴!?5                     | 2009年7月30日  | 2010年6月3日   | ISBN 978-4-7577-4929-0 | ISBN 978-986-10-5698-2 |

## 外部連結
- （日語） Fami通文庫 （页面存档备份，存于） － 日本出版社官方網站
- 東立出版社 － 中文版出版社官方網站